# Lijst van Stolpersteine in Houten
De lijst van Stolpersteine in Houten geeft een overzicht van de gedenkstenen die in de gemeente Houten in de Nederlandse provincie Utrecht zijn geplaatst in het kader van het Stolpersteine-project van de Duitse beeldhouwer-kunstenaar Gunter Demnig.
Stolpersteine zijn opgedragen aan slachtoffers van het nationaalsocialisme, al diegenen die zijn vervolgd, gedeporteerd, vermoord, gedwongen te emigreren of tot zelfmoord gedreven door het nazi-regime. Demnig legt voor elk slachtoffer een aparte steen, meestal voor de laatste zelfgekozen woning.
Omdat het Stolpersteine-project doorloopt, kan deze lijst onvolledig zijn.

## Stolpersteine
In Houten ligt een Stolperstein.

### Houten
| Afbeelding | Inscriptie                                                                                      | Adres                                         | Herdachte persoon |
| ---------- | ----------------------------------------------------------------------------------------------- | --------------------------------------------- | ----------------- |
|            | HIER WOONDE LEVIE MOZES GEB. 1903 GEDEPORTEERD 1942 UIT WESTERBORK VERMOORD 28.2.1943 AUSCHWITZ | Korenmolen 7 (voorheen de Odijkseweg geheten) | Levie Mozes       |

## Data van plaatsingen
- 12 oktober 2021: een Stolperstein op Korenmolen 7